# Muzeum Adwokatury Polskiej
Muzeum Adwokatury Polskiej przy Naczelnej Radzie Adwokackiej – muzeum znajdujące się w Warszawie przy ul. Świętojerskiej 16 gromadzące zbiory dotyczące historii zawodu adwokata w Polsce od końca XVIII wieku.

## Historia
Muzeum zostało powołane 20 listopada 1975 uchwałą Naczelnej Rady Adwokackiej z inicjatywy adwokata Witolda Bayera. Pierwsza siedziba muzeum mieściła się przy ul. Lekarskiej 7. 
Jest jedną z najmniejszych placówek muzealnych w Warszawie. Zgromadzone zbiory prezentowane są w dwóch salach w siedzibie Naczelnej Rady Adwokackiej.

## Eksponaty
- Dokumenty archiwalne (m.in. poświadczenia zdania egzaminu adwokackiego i odbycia praktyk adwokackich)
- Fotografie
- Grafiki (m.in. akwaforta Józefa Pankiewicza przedstawiająca adw. Kułakowskiego z 1900)
- Pamiątki po słynnych adwokatach (fotografie, legitymacje, odznaki, dyplomy)
- Togi adwokackie (w tym pierwszy wzór wprowadzony w Polsce w 1930)
- Starodruki m.in. Prawa konstytucyjne i przywileje Królestwa Polskiego i Wielkiego Księstwa Litewskiego z 1739
- Dokumenty związane ze słynnymi procesami m.in. sprawą brzeską oraz procesami Eligiusza Niewiadomskiego, Arthura Greisera i Jürgena Stroopa
- Dokumenty dotyczące działalności adwokatury polskiej w konspiracji podczas okupacji niemieckiej 1939–1945
- Dokumenty związane z kształceniem zawodowym adwokatów w niemieckich obozach jenieckich podczas II wojny światowej
- Druki urzędowe dotyczące adwokatury m.in. egzemplarz Dziennika Ustaw Rzeczypospolitej Polskiej nr 2 z 1 sierpnia 1944 – pierwszego dnia powstania warszawskiego – z ustawą o adwokaturze
- Dokumenty i materiały pokazujące losy polskich adwokatów zamordowanych przez NKWD w 1940

Jednym z najciekawszych eksponatów jest oryginał pozwu sądowego z 1756 skierowanego do podstarosty sądowego województwa mińskiego Kazimierza Mikołaja Święcickiego przez Jana Dominika Czechowskiego przeciwko Adamowi Dawidowiczowi o zajazd przez niego folwarku Woyciesze, należącego do Czechowskiego.
Większość eksponatów zgromadzonych przez muzeum zostało przekazanych przez adwokatów i ich rodziny. 
Zwiedzanie muzeum jest możliwe po wcześniejszym telefonicznym uzgodnieniu terminu wizyty.